# Kaguya-sama wa kokurasetai: tensai-tachi no ren’ai zunōsen Final
Kaguya-sama wa kokurasetai: tensai-tachi no ren’ai zunōsen Final (jap. かぐや様は告らせたい ～天才たちの恋愛頭脳戦～ ファイナル) – japoński film z 2021 roku. Jest to sequel pierwszej adaptacji filmowej powstałej na podstawie mangi Miłość to wojna.
Film ukazał się w japońskich kinach 20 sierpnia 2021 roku, zdobywając pierwsze miejsce w sprzedaży biletów w weekend premiery.

## Obsada
Opracowano na podstawie źródła.
- Kanna Hashimoto jako Kaguya Shinomiya
- Shō Hirano jako Miyuki Shirogane
- Nana Asakawa jako Chika Fujiwara
- Hayato Sano jako Yū Ishigami
- Mayu Hotta jako Ai Hayasaka
- Yūka Kageyama jako Miko Iino
- Haruka Fukuhara jako Tsubame Koyasu
- Shun'ya Itabashi jako Kazeno
- Fumiya Takahashi jako Kō Ogino
- Natsumi Ikema jako Nagisa Kashiwagi
- Yūtarō jako Tsubasa Tanuma
- Masahiro Takashima jako ojciec Miyukiego
- Jirō Satō jako Shōzō Tanuma